# Narząd Bojanusa
Narząd Bojanusa, organ Bojanusa – parzysty narząd wydalniczy występujący u  małży, częściowo pełniący funkcję nerki. Jest to para zmodyfikowanych metanefrydiów, których lejki – o silnie pofałdowanych ścianach – otwierają się u podstawy nogi do jamy płaszczowej. Narząd ten został opisany przez Ludwika Henryka Bojanusa – lekarza i anatoma pochodzenia niemieckiego.